# Vụ nổ khí Rosario năm 2013
Một vụ nổ khí ga ở một khu dân cư của Rosario, thành phố lớn thứ ba của Argentina xảy ra vào ngày 6/8/2013. Vụ nổ bị gây ra bởi sự rò rỉ ga lớn khiến một tòa nhà gần đó sụp đổ, còn các tòa nhà khác có nguy cơ cao về hư hại cấu trúc. Hai mươi hai người chết và sáu mươi người bị thương. 
Một số tổ chức đã giúp bảo đảm an toàn khu vực, tìm kiếm những người sống sót và trợ giúp những người bị mất nhà cửa. Ngay sau vụ nổ, người ta ước tính cần khoảng 6 tháng để xây dựng lại.
Cơ quan tư pháp tỉnh đã phát động một cuộc điều tra nguyên nhân của vụ nổ. Nghi phạm chính là Litoral Gas (nhà cung cấp khí đốt tự nhiên cho Rosario) và một nhân viên thực hiện công việc bảo trì tại tòa nhà ngày hôm đó. Một số số nhân vật của công chúng gửi lời chia buồn, và hầu hết các ứng cử viên cho cuộc bầu cử năm 2013 chính đình chỉ chiến dịch chính trị của họ.

## Vụ việc
Vụ nổ xảy ra vào lúc 09:30 gần ngã tư các phố Orono và Salta ở trung tâm Rosario. Báo cáo ban đầu xác nhận tám người chết, sáu mươi người bị thương và 15 người mất tích; thêm tám người chết nữa đã được khẳng định sau đó. Công tác tìm kiếm ngày sau cho thấy mười hai nạn nhân tử vong, mười người trong số đó đã được xác định. Một số người đã bị mất tích..; một số đã được tìm thấy đã chết trong đống đổ nát, trong khi những người khác đã được cứu sống.. Việc tìm kiếm người sống sót kết thúc vào ngày 13 tháng 8, với hai mươi hai người xác nhận đã chết. Một phụ nữ 65 tuổi người bị thương qua đời vào ngày 8 tháng 10 năm 2013.
Vụ nổ xảy ra do sự rò rỉ khí ga tại một tòa nhà 30 năm tuổi. Vụ nổ đã gây hại nghiêm trọng một căn hộ chín tầng gần đó, làm cho nó sụp đổ. Mónica Fein, thị trưởng thành phố Rosario, yêu cầu người dân tránh khu vực vì những rủi ro mà các tòa nhà nhiều hơn có thể sụp đổ, và để giảm bớt công việc của những người quản lý thiên tai. Các đường phố bị bao phủ bởi kính vỡ từ các tòa nhà bị hư hại. Khí ga và điện đã bị ngắt kết nối ngay lập tức, và các chính phủ quốc gia đã gửi một lực lượng đặc nhiệm cảnh sát Liên bang Argentina đến hiện trường.
Nhà cung cấp khí đốt tự nhiên, Litoral Gas, ngay lập tức bắt đầu niêm phong đường ống phân phối đến khu vực. Trung tâm Điều trị y khoa ngoại trú của Rosario (tiếng Tây Ban Nha: Centro de Especialidades Médicas Ambulatorias de Rosario) quản lý các thông tin về người chết và bị thương, và người ta đã chuẩn bị lều cho những người vô gia cư. Nhân viên cứu hỏa và nhân viên khác tìm thấy những người bị mắc kẹt trên các tầng cao của tòa nhà và sơ tán trên mái nhà liền kề. Mặc dù tòa nhà không bị vụ nổ phá hủy, một nguy cơ cao về hư hại kết cấu.

## Điều tra
Những người hàng xóm đã báo cáo với báo chí rằng họ đã ngửi thấy khí rò rỉ vài giờ trước khi vụ nổ và đã gọi Litoral Gas. Giám đốc Công ty José María González cho biết công ty đã không nhận được cuộc gọi như vậy, và nghĩ rằng những người gọi có lẽ đã nên gói số khẩn cấp 911. Công tố viên Camporini báo cáo tại phiên tòa rằng tòa nhà đã có từng cómột số rò rỉ khí trước khi vụ nổ.
Cơ quan tư pháp tỉnh đã phát động một cuộc điều tra các điều kiện xung quanh vụ nổ. Cơ quan công tố tiến hành tìm kiếm và thu giữ tại trụ sở Litoral Gas để xác nhận không có các khiếu nại của khách hàng về sự rò rỉ gas. Thẩm phán Juan Carlos Curto ra lệnh bắt giữ Carlos García Osvaldo, một nhân viên của bộ phận chịu trách nhiệm về dịch vụ khí đốt cho khu vực này.  Ông đã bị bắt trong đêm,  còn viên trợ lý của ông Pablo Mino đầu thú cảnh sát ngày hôm sau. Theo các nhân chứng, một nhân viên chạy trốn trong một chiếc xe trước khi vụ nổ, khi ông nhận ra mức độ nghiêm trọng của sự rò rỉ khí đốt, trong khi người khác vẫn phải cố gắng sơ tán người ra khỏi vùng nguy hiểm. Chiếc xe tải nhỏ này thuộc về García,  người đã trải qua một cơn phản ứng căng thẳng cấp trong quá trình xét xử. Curto kiểm tra các dấu tích còn lại của [làm rõ cần thiết] của nhân viên hội thảo để xác minh lời khai của García.